# Домвалије
Домвалије (фр. Domvallier) насеље је и општина у североисточној Француској у региону Лорена, у департману Вогези која припада префектури Нефшато.
По подацима из 2011. године у општини је живело 122 становника, а густина насељености је износила 37,65 становника/km². Општина се простире на површини од 3,24 km². Налази се на средњој надморској висини од 288 метара (максималној 377 m, а минималној 281 m).

## Демографија
| 1962. | 1968. | 1975. | 1982. | 1990. | 2011. |
| ----- | ----- | ----- | ----- | ----- | ----- |
| 135   | 127   | 116   | 139   | 136   | 122   |

График промене броја становника у току последњих година